# Xynobius latisulcus
Xynobius latisulcus är en stekelart som beskrevs av Van Achterberg 2004. Xynobius latisulcus ingår i släktet Xynobius och familjen bracksteklar. Inga underarter finns listade i Catalogue of Life.